# Hussen
Hussen (mundartlich „Husse“) ist ein Ortsteil der Ortsgemeinde Asbach im Landkreis Neuwied im nördlichen Rheinland-Pfalz. Der Ort, ursprünglich landwirtschaftlich geprägt, hat sich zu einem Wohnort im Sinne einer Wohngemeinde entwickelt.

## Geographie
Das Dorf liegt im Niederwesterwald nördlich des Hauptortes Asbach. Hussen ist über die Landesstraße 255 mit dem Hauptort Asbach sowie mit der Bundesstraße 8 verbunden. 

## Geschichte
Der „Hof zu Oberhussen“ wird erstmals 1430 urkundlich genannt. Die Braut des „Mant von Limpach“ brachte diesen als Mitgift in die Ehe ein. „Mant“ bezeichnete ein „Richteramt“ der niederen Gerichtsbarkeit. Die „Mant von Limpach“ standen in Diensten der Herren von Ütgenbach. 1515 kommt der Hof in den Besitz der Herren von Nesselrode.
Landesherrlich gehörte Hussen zum Kurfürstentum Köln und zum Amt Altenwied und war Teil der „Honnschaft Limbach“. Nach einer 1660 vom Kölner Kurfürsten Maximilian Heinrich angeordneten Bestandsaufnahme hatte Hussen drei Höfe. Einer davon gehörte dem Schultheiß des Amtes Altenwied. 1787 wurden in Hussen 50 erwachsene Einwohner gezählt, die in 12 Häusern lebten.
Nachdem das Rheinland 1815 zu Preußen gekommen war, gehörte Hussen zur Gemeinde Limbach im damals neu gebildeten Kreis Neuwied und wurde von der Bürgermeisterei Asbach verwaltet. Nach einer Volkszählung aus dem Jahr 1885 hatte Hussen 117 Einwohner, die in 22 Häusern lebten.
Von 1845 bis 1874 hatte Hussen eine Schule. Die 1874 in Limbach errichtete Schule löste die Schule in Hussen ab.
Bis 1974 war Hussen Teil der bis dahin eigenständigen Gemeinde Limbach. Aus ihr und den gleichzeitig aufgelösten Gemeinden Asbach und Schöneberg sowie einem Teil der Gemeinde Elsaff wurde am 16. März 1974 die Ortsgemeinde Asbach neu gebildet. 1987 zählte Hussen 141 Einwohner.

## Sehenswürdigkeiten
Unter Denkmalschutz stehen:
- Ein stattliches Fachwerkhaus aus dem 18. Jahrhundert mit einer Erweiterung aus dem 19. Jahrhundert (Asbacher Straße 5)
- Wohnhaus (die ehemalige Schule von Hussen) mit Zierverschieferung aus der zweiten Hälfte des 19. Jahrhunderts mit Fachwerkscheune und zweitem Nebengebäude (Asbacher Straße 14)
- Siehe auch: Liste der Kulturdenkmäler in Asbach (Westerwald)

## Mückensee
Westlich von Hussen liegt der „Mückensee“, hier war der ehemalige Basaltsteinbruch „Mückenfeldchen“. Der Mückensee und das umgebende Waldgebiet „Hussener Forst“ ist als Biotop zur Erhaltung von Lebensgemeinschaften geschützt. Der See hat eine Fläche von 0,4479 Hektar. Der Steinbruch war von 1901 bis zum Beginn des Ersten Weltkriegs in Betrieb, zum Steinbruch führte von Buchholz aus eine Nebenstrecke der Bröltalbahn. Die Trasse ist als Wanderweg erhalten.